# کفتار موریانه‌خوار
کفتار موریانه‌خوار، کفتار زبّاد، کفتارگرگ یا گرگ خاکی (نام علمی: Proteles cristata) نام یک گونه از تیره کفتار است.

## تغذیه
گرگ خاکی عمدتاً از موریانه‌ها تغذیه می‌کند. آنها مواد غذایی خود را به وسیله صدا و همچنین از طریق عطر و طعم ترشح‌شده توسط موریانه پیدا می‌کنند. با استفاده از زبان چسبنده و طولانی خود هر شب حدود ۲۰۰٫۰۰۰ موریانه می‌خورد. آنها تپه موریانه را نابود نمی‌کنند و کل کلنی را مصرف نمی‌کنند، بدین وسیله اطمینان حاصل می‌شود که موریانه‌ها می‌توانند دوباره به چرخه غذا بازگردند و غذا دائماً در دسترس است. آنها اغلب این لانه‌ها را حفظ می‌کنند و به آنها بازمی‌گردند. در حوادث خاص فصلی، مانند باران و سرمای زمستان، موریانه کمیاب می‌شود و نیاز به تغذیه از شکل‌های دیگری از غذا است. مانند دیگر حشرات، لارو، تخم مرغ و گاهی پستانداران کوچک و پرندگان، اما اینها درصد بسیار کمی از رژیم غذایی گرگ خاکی را تشکیل می‌دهد (۹٫۸–۳۹٫۴ درصد).